# Pertunmaa
Pertunmaa ist eine Gemeinde in Südostfinnland. Sie liegt rund 170 Kilometer nordöstlich der Hauptstadt Helsinki inmitten der finnischen Seenplatte.
Das Gemeindegebiet liegt auf der historischen Grenze zwischen den Landschaften Savo und Häme. Die erste urkundliche Erwähnung Pertunmaas stammt aus Jahr 1559; das Grundbuch des Kirchspiels Sysmä registrierte für dieses Jahr sieben Häuser in der Siedlung. 1595 wurde Pertunmaa Teil des neu gegründeten Kirchspiels Mäntyharju und blieb es über Jahrhunderte. Die kommunale Selbständigkeit erlangte Pertunmaa erst 1926, nachdem sich zuvor die Kirchengemeinde des Ortes nach langem Streit von der Pfarrei Mäntyharjus gelöst hatte.
Die Pfarrkirche der Gemeinde war ursprünglich die alte Holzkirche des 30 Kilometer entfernten Ortes Hartola. Nachdem die neue Granitkirche Hartolas 1913 geweiht wurde, war für die alte Kirche kein Bedarf mehr, und so wurde sie kurzerhand an Pertunmaa verkauft, abmontiert und in Pertunmaa wieder aufgebaut.
Seit dem Bau der Staatsstraße 5, die den Süden der Gemeinde durchquert, ist neben dem Kirchdorf Pertunmaa der an der Straße gelegene Ort Kuortti zum Siedlungsschwerpunkt angewachsen. In Kuortti hat auch die Gemeindeverwaltung ihren Sitz. Daneben zählen zur Gemeinde die Dörfer Mansikkamäki, Nipuli, Lihavanpää, Joutsjärvi, Ruorasmäki, Koirakivi, Paaso, Hölttä, Vastamäki, Hartosenpää, Kuhajärvi, Karankamäki, Sydänmaa und Kälkyttä.
Die Schule in Pertunmaa unterhält eine Partnerschaft mit der Mittelschule in Knetzgau.

## Persönlichkeiten
- Jari Leppä (* 1959), Politiker